# 長澤靖浩
長澤 靖浩（ながさわ やすひろ、1960年 - ）は、日本の著作家。大阪府大阪市生まれ、門真市、枚方市育ち。 大阪府立長尾高等学校、大谷大学大学院文学研究科仏教学専攻修了。

## 経歴
1985年（昭和60年）より大阪府公立学校教諭を勤め、アメリカ合衆国サンディエゴ補習授業校文科省派遣教諭を経て大阪府に復帰。2015年（平成27年）に退職。
親鸞思想の研究を専門とし、1988年（昭和63年）（「念仏もうさんとおもいたつこころ」で白山市（当時松任市）第4回暁烏敏賞受賞。 1990年（平成2年）文藝春秋社「CREA」創刊エッセイコンクール入選「男たちの中に眠る女たちへ」ほか、エッセイ、小説、論文、絵本、詩、俳句などの諸分野にまたがる作品を生み出している。
インド人グルで新宗教団体の教祖バグワン・シュリ・ラジニーシの弟子であり、出家名はスワミ・アビシェーカ。
子どもたちの国際交流をテーマにした絵本『ええぞ、カルロス』は、YouTube上の多言語絵本サイト「rainbow」によって9か国語に翻訳、動画公開されている。
2013年（平成25年）心室細動による13分間の心肺停止の際、臨死体験。死生観に大きな影響をもたらす。
浄土真宗を棄教している。

## 著作
- 『魂の螺旋ダンス はるかなる今ここへ』（評論）第三書館 ISBN 9784807404162
- 『ええぞ、カルロス』(絵本）大阪市教育委員会（非売品）[9]
- 『蝶を放つ』（小説）鶴書院 ISBN 9784434195969
- 『臨死体験であの世がわかった著者が訳した超簡単訳歎異抄・般若心経』（仏教書）銀河書籍 ISBN 9784434219214
- 『浄土真宗の法事が十倍楽しくなる本』（仏教書）銀河書籍 ISBN 9784434231995
- 『一三分間、死んで戻ってきました』（エッセイ）ひかる工房 ISBN 9784991320606
- 『十三分間、死んで戻ってきました』（エッセイ）地湧社　ISBN 9784885032691